# Parapontella brevicornis
Parapontella brevicornis is een eenoogkreeftjessoort uit de familie van de Parapontellidae. De wetenschappelijke naam van de soort is voor het eerst geldig gepubliceerd in 1857 door Lubbock.